# 塚本篤志
塚本 篤志（つかもと あつし、1986年12月12日 - ）は、日本のラグビー選手。

## プロフィール
- 埼玉県出身[1]。
- ポジションはロック(LO)。
- 身長 189cm、体重 102kg
- ニックネームはつか。
- 関西代表に選ばれたことがある[2]。

## 来歴
2005年、所沢北高校卒業後、明治大学に入学する。
2009年、明治大学卒業後、Honda Heatに加入。同年9月12日に行われたジャパンラグビートップリーグ第2節のトヨタ自動車ヴェルブリッツ戦に途中出場で公式戦初出場を果たした。
2019年、Honda Heatを退団した。